# Milestone (Unternehmen)
Milestone (jap. 株式会社マイルストーン, kabushiki kaisha mairusutōn, engl. Milestone Inc.) war ein japanischer Hersteller von Videospielen, der sich auf die Entwicklung von Arcade-Spielen spezialisiert hatte. Milestone wurde im Jahr 2003 von ehemaligen Angestellten von Compile in Suginami, Tokio gegründet. Seit 2007 betrieb Milestone auch eine Niederlassung in Vietnam.
Höhere Bekanntheitsgrade erreichte Milestone unter anderem durch die Spiele Radilgy und Karous, die als einige der letzten offiziellen Spiele für die Videospiel-Konsole Dreamcast erschienen und besonders in letzter Zeit durch erfolgreiche Shoot-’em-up-Titel für die Nintendo Wii.

## Veröffentlichungen (Auszug)
- Chaos Field – (2004), (NAOMI/Dreamcast/GameCube/PlayStation 2)
- Radilgy – (2006), (NAOMI/Dreamcast/GameCube/PlayStation 2)
- Tank Beat – (2006) (Japan) (2007) (Rest der Welt) (Nintendo DS)
- Karous – (2007), (NAOMI/Dreamcast)
- Ultimate Shooting Collection (Spielesammlung mit Chaos Field, Radilgy und Karous) – (2008), (Wii)
- Heavy Armor Brigade – (2008), (Nintendo DS)
- Illmatic Envelope – (2008), (NAOMI/Wii)
- Hula Wii – (2008), (Wii)
- Radilgy Noa – (2009), (NAOMI)
- Project Cerberus – (2009), (NAOMI)
- Radilgy Noa – (2010), (Wii)